# Dolina Eliaszówki
Dolina Eliaszówki (Dolina Eliasza) – dolina na Wyżynie Krakowsko-Częstochowskiej, rozciągająca się pomiędzy miejscowościami Czerna i Paczółtowice w powiecie krakowskim, województwie małopolskim.

## Opis doliny
Nazwa Dolina Eliasza pochodzi od imienia biblijnego proroka Eliasza, patrona klasztoru w Czernej znajdującego się na zachodnich zboczach doliny. Dawniej na terenie doliny istniało kilkanaście pustelni, obecnie istnieje jeszcze odnowiona pustelnia św. Agnieszki i kilka ruin innych pustelni. Druga, częściej używana nazwa (Dolina Eliaszówki) pochodzi od płynącego jej dnem potoku Eliaszówka. Obecnie jednak nie wyróżnia się już takiego potoku – w wykazie wód płynących Polski jest to górny bieg Krzeszówki.
Jedną z większych atrakcji są ruiny przerzuconego przez głęboki jar tzw. Diabelskiego Mostu, łączącego klasztor w Czernej z wzgórzami siedleckimi. Stanowił on połączenie klasztoru z miejscowością Siedlec będącą uposażeniem klasztoru. Wybudowany został w latach 1671–1691. Zbudowany został z kamieni i przypomina swoim wyglądem rzymskie akwedukty. Zaraz za mostem znajdowała się Brama Siedlecka, kapliczka, w której odprawiano nabożeństwa dla ludności oraz budynek z pokojami mieszkalnymi i pralnia. Od 1889 r. z powodu znacznego już uszkodzenia most przestał być używany.
Dolina posiada przeważnie strome zbocza, zbudowane z szarych wapieni z dolnego karbonu, w których skamieniałością przewodnią jest ramienionóg Productus cora. Jest prawie całkowicie porośnięta lasem. Znajduje się w niej wąwóz Kulenda oraz ciekawe odsłonięcia skalne z jaskiniami i grotami. Do 2019 r. grotołazi w obrębie doliny opisali następujące jaskinie i schroniska: Jaskinia pod Bukami, Grota Świętego Hilariona, Okap pod Grotą Świętego Hilariona, Schronisko przy Grocie Świętego Hilariona, Grota Świętego. Onufrego i Jaskinia za Siedmioma Progami. Niektóre z nich używane były dawniej przez eremitów z klasztoru w Czernej jako pustelnie.
W dolinie jest kilka źródeł: ocembrowane Źródło proroka Eliasza, Źródło proroka Elizeusza i Źródło św. Józefa. Walory krajobrazowe i przyrodnicze spowodowały, że dolina włączona została w obszar Parku Krajobrazowego Dolinki Krakowskie, a w 1989 r. utworzono tutaj leśny rezerwat przyrody Dolina Eliaszówki. Rezerwat posiada powierzchnię ok. 110 ha.
Część doliny zajęta jest przez tzw. Las Hrabski, którego nazwa pochodzi od jego właścicieli – hrabiów Potockich z pobliskich Krzeszowic. Las ten przecina droga z Krzeszowic do Olkusza. Od 1815 do 1914 przez północnym skraju lasu przebiegała granica dwóch cesarzy – austriackiego i rosyjskiego, będąca do dzisiaj tędy granicą archidiecezji krakowskiej i kieleckiej oraz gminy Krzeszowice i gminy Olkusz.
U wylotu doliny znajduje się duży (czynny) kamieniołom Kopalnia Wapienia Czatkowice.

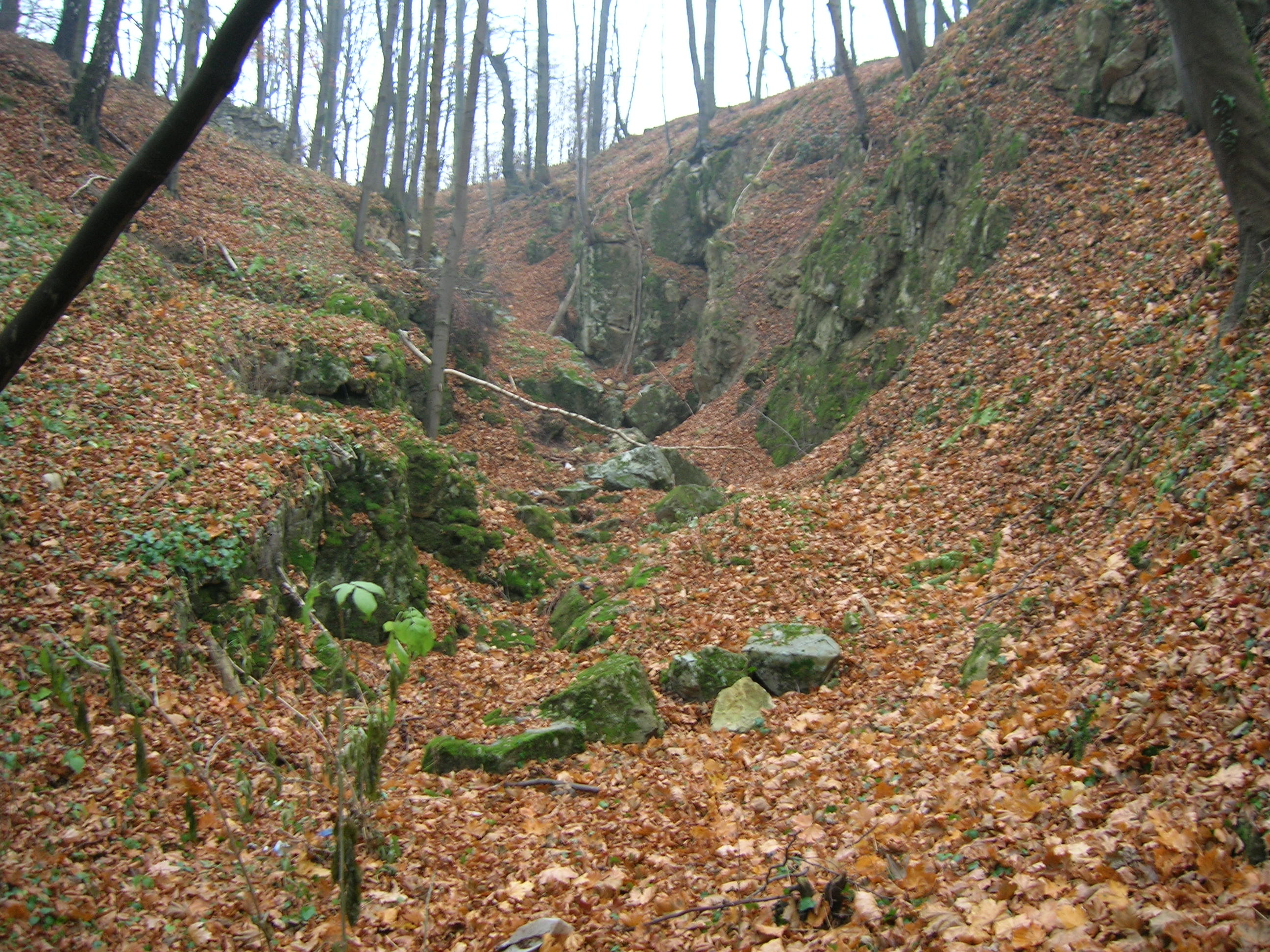
Kulenda
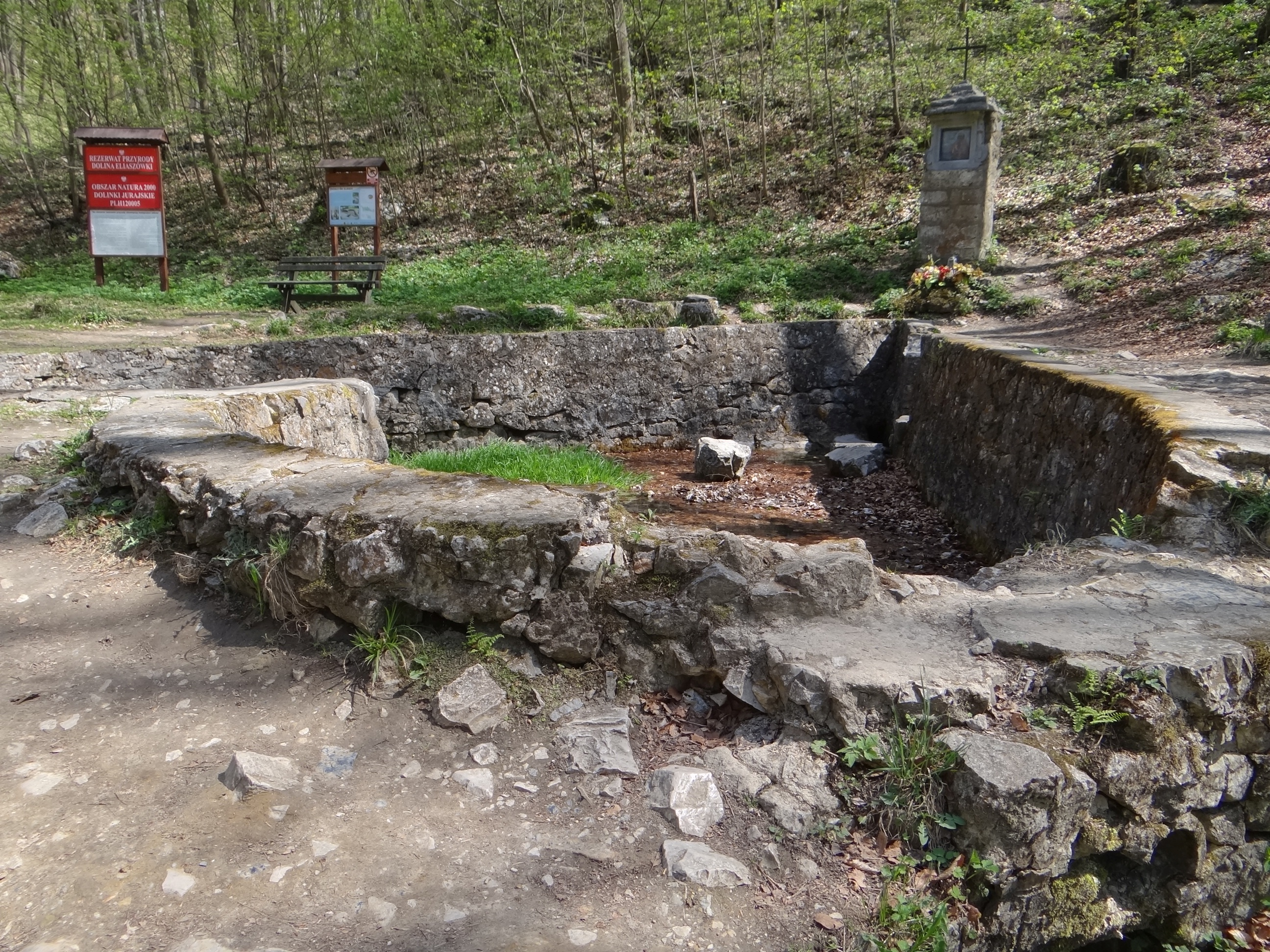
Źródło proroka Eliasza
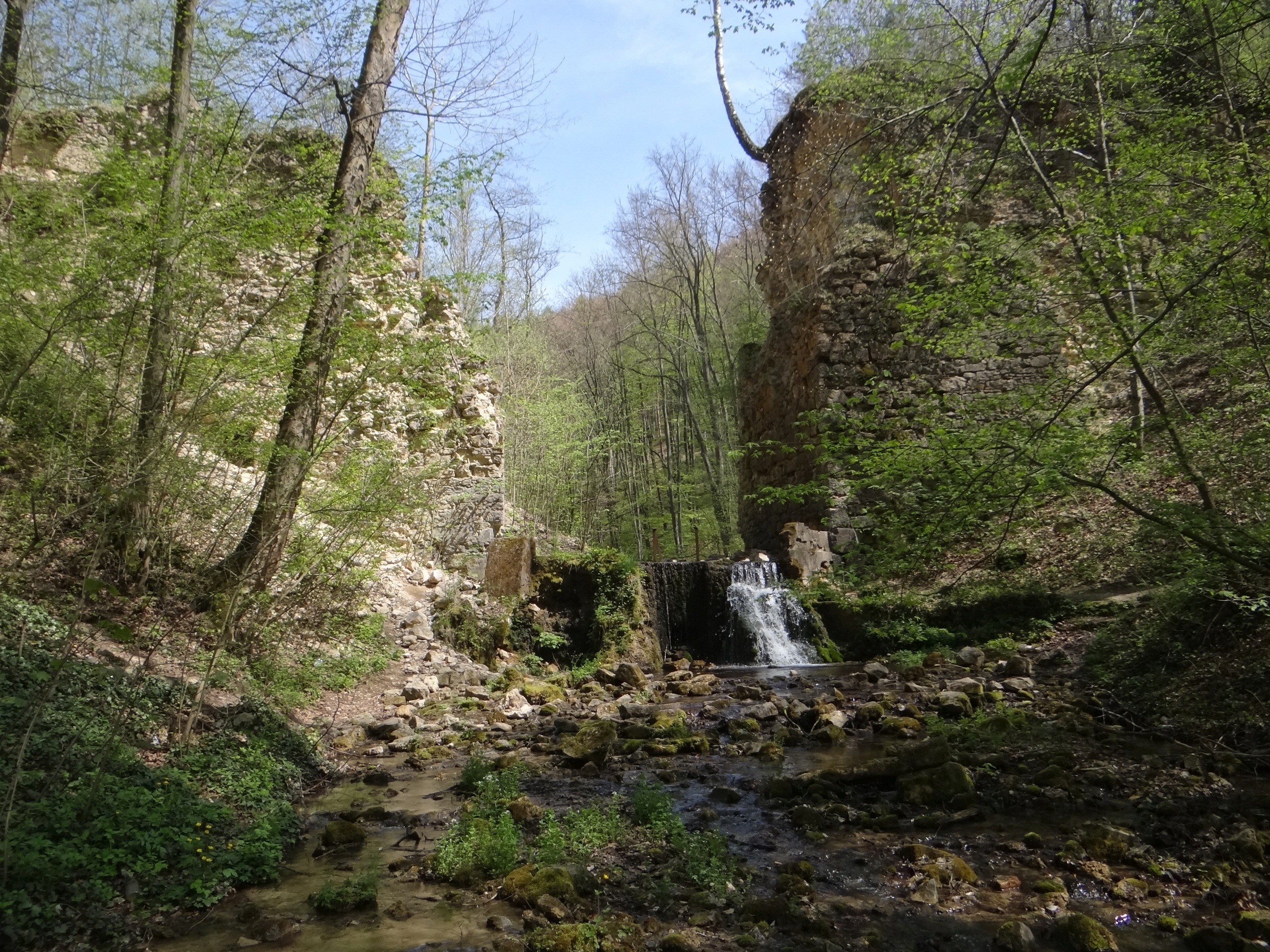
Diabelski Most w 2019 r.
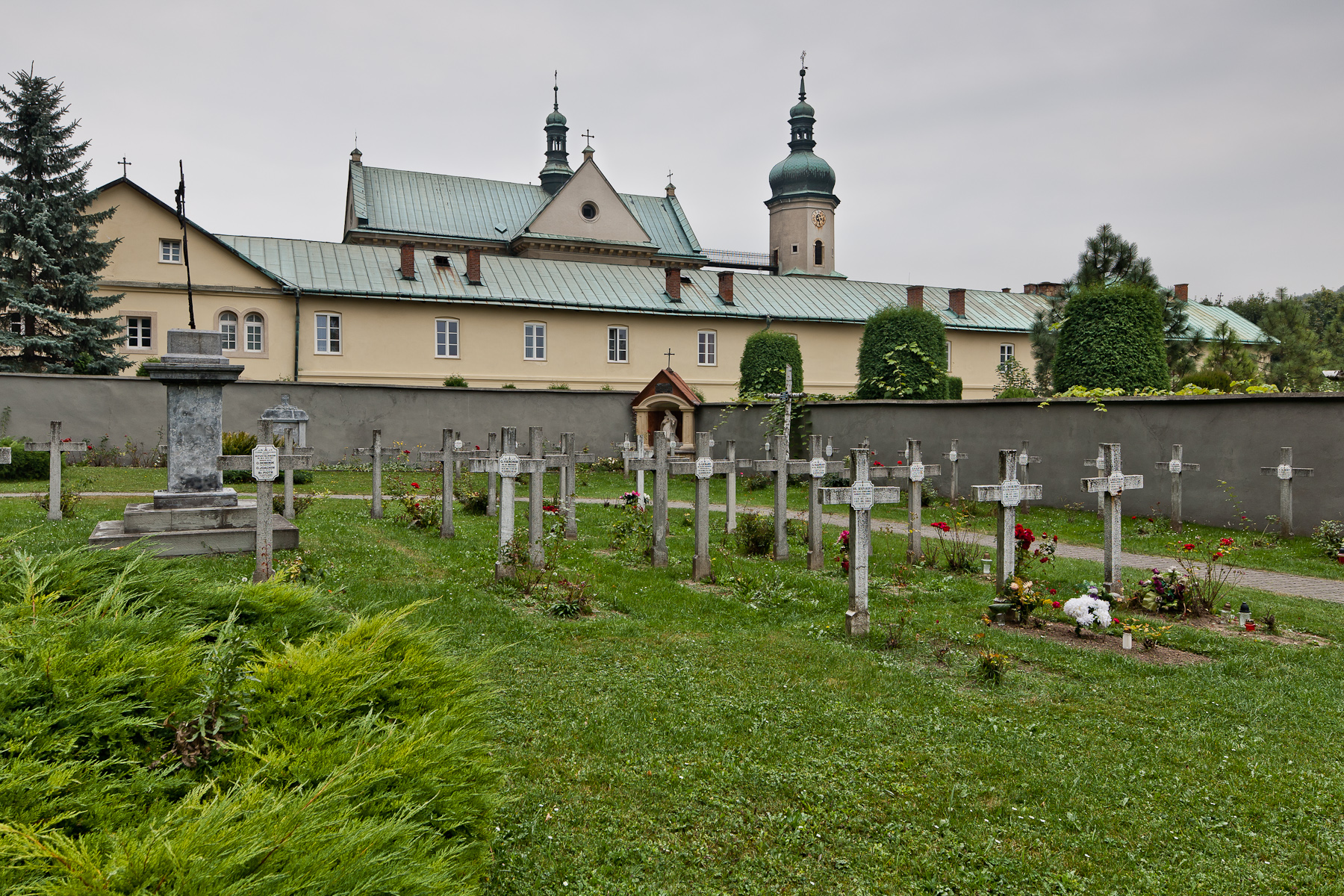
Zespół klasztorny
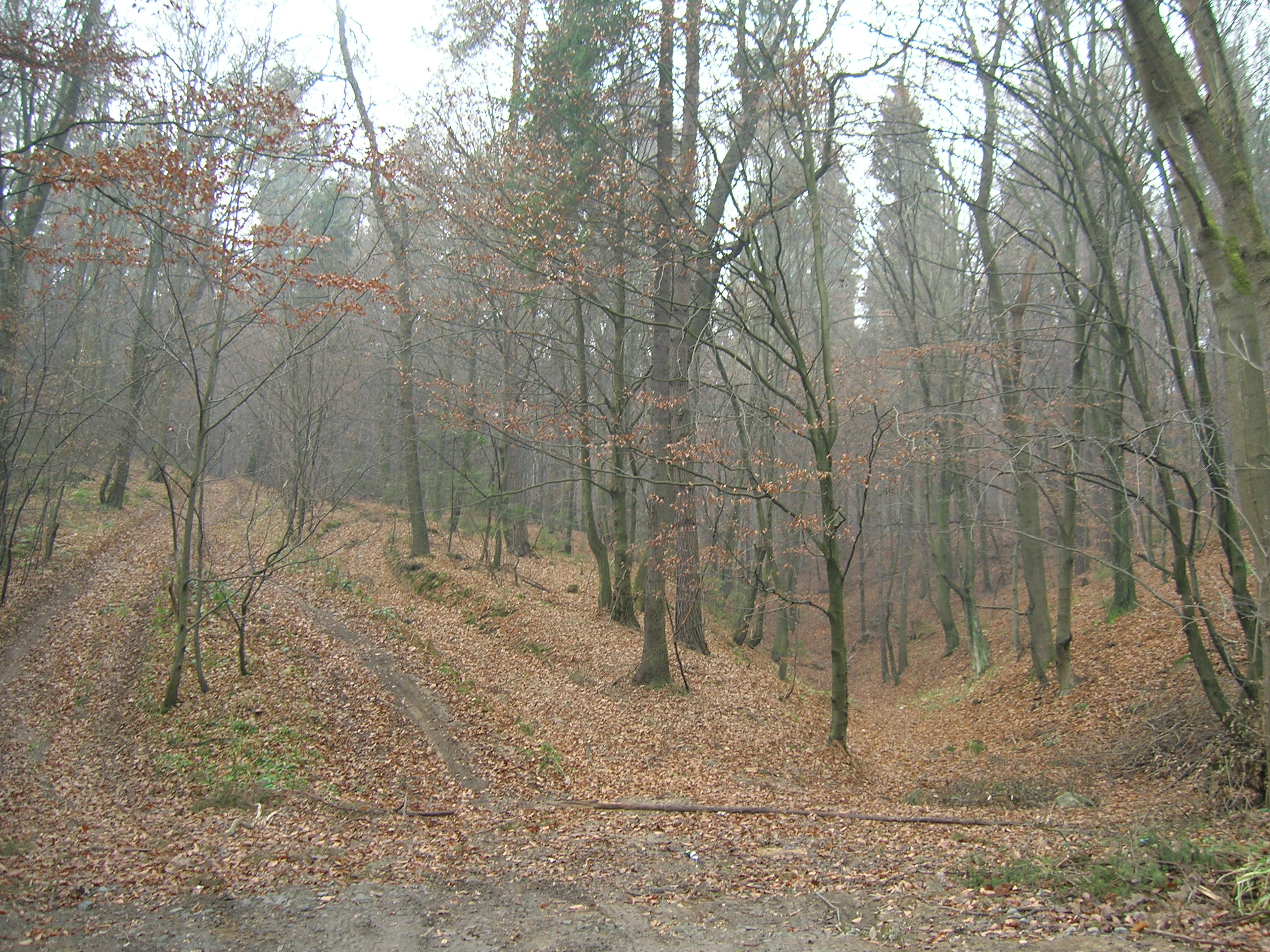
Las Hrabski

## Szlaki turystyczne
– pieszy Szlak Dolinek Jurajskich. Prowadzi przez: Krzeszowice, Dolinę Eliaszówki, klasztor w Czernej, Dębnik, Dolinę Racławki, Paczółtowic, Żary, Szklary, fragment Doliny Będkowskiej, Dolinę Kobylańską, zabytkowy dwór z 3 ćw. XVIII w. w Karniowicach, Dolinę Bolechowicką, Zelków, Wierzchowie, koło Jaskini Mamutowej i Jaskini Wierzchowskiej Górnej, następnie przez Ojcowski Park Narodowy (wezęł szlaków), potem przez Dolinę Sąspowską, Sąspów, Dolinę Prądnika, a szlak kończy swój bieg przy zamku Pieskowa Skała.
 (Jurajski Rowerowy Szlak Orlich Gniazd) –  z Krzeszowic przez Czerną i Dolinę Eliaszówki do Paczółtowic.
 – rowerowy szlak z Krzeszowic przez Bartlową Górę, obok Diabelskiego Mostu przez Siedlec do Krzeszowic.